# Алан Маубрей
Альфред Ернест Аллен (англ. Alfred Ernest Allen; 18 серпня 1896 — 25 березня 1969) — британський актор театру і кіно, який досяг найбільшого успіху в Голлівуді.

## Біографія
Альфред Ернест Аллен народився 18 серпня 1896 року у Лондоні. За службу у британській армії під час Першої світової війни був нагороджений Військовою медаллю за хоробрість. Після війни приєднався до театральної трупи, з якою гастролював по США.
Під псевдонімом Алан Маубрей актор дебютував 1931 року у фільмі «Божий дар для жінок». Як характерний актор Маубрей знявся більш ніж у 140 фільмах, серед яких Весело ми живемо, Пригоди полковника Флека. Під час Другої світової війни Маубрей зіграв роль Диявола у комедії «Диявол із Гітлером».
У 1933 році Маубрей був одним із засновників Гільдії кіноактором США. У 1953—1954 роках актор отримав роль Дюмона в серіалі «Полковник Хамфрі Флек». З 1954 по 1955 рік він грав у сіткомі «Шоу Міккі Руні: Ей, Мілліган».
Алан Маубрей помер від серцевого нападу 25 березня 1969 року. Був похований на цвинтарі Святого Хреста в Калвер-Сіті.

## Вибрана фільмографія
- 1933 — Скандал у Римі
- 1933 — Шерлок Холмс: Заняття в брухті / A Study in Scarlet — інспектор Лестрейд
- 1934 — Дівчина з Міссурі / The Girl from Missouri — лорд Дуглас
- 1935 — Беккі Шарп / Becky Sharp — Родон Кроулі
- 1936 — Бажання / Desire — доктор Моріс Пуке
- 1936 — Марія Шотландська / Mary of Scotland — Трокмортон
- 1936 — Мій слуга Годфрі / My Man Godfrey — Томмі Грей
- 1941 — Леді Гамільтон / That Hamilton Woman — сер Вільям Гамільтон
- 1941 — Нічний жах / I Wake Up Screaming — Робін Рей
- 1941 — Це невизначене почуття / That Uncertain Feeling — доктор Венгард
- 1943 — Сестра його дворецького / His Butler's Sister — Базз Дженкінс